# جنيه بيافرا
الجنيه (الرمز £) هو العملة المستخدمة في جمهورية بيافرا المنفصلة بين عامي 1968 و1970.

## سياق
قامت جمهورية بيافرا بين عامي ١٩٦٧ و١٩٧٠ كدولة مستقلة بين نيجيريا والكاميرون. وكان البنك المركزي لبيافرا من أوائل المؤسسات التي أُنشئت. ثم تقرر الحفاظ على الجنيه النيجيري. اعتمدت الجمهورية الناشئة اعتمادًا كبيرًا على النقد الأجنبي للحصول على النقد، مما أصبح مجازفة محفوفة بالمخاطر.
في 27 يناير 1968، أعلن رئيس بيافران الجنرال سي. أودوميجو أوجوكو:
 
قُدمت الأوراق النقدية الأولى، من فئات 5 / - و 1 جنيه إسترليني، في 29 يناير 1968. صُدرت سلسلة من العملات المعدنية في عام 1969؛ سُكت عملات معدنية من فئة 3 د و 6 د و 1 / - و 2 شلن و 6 بنسات، وجميعها من الألومنيوم. في فبراير 1969، صُدرت عائلة ثانية من الأوراق النقدية من فئات 5 / - و 10 / - و 1 جنيه إسترليني و 5 جنيهات إسترلينية و 10 جنيهات إسترلينية. وعلى الرغم من عدم الاعتراف بها كعملة من قبل بقية العالم عند إصدارها، فقد بيعت الأوراق النقدية بعد ذلك على أنها تحف (عادةً بثمن قيمتها الاسمية، أو 2/6 جنيه إسترليني مقابل 1 جنيه إسترليني بيافري) في متاجر نوتافلي البريطانية. تُتداول الأوراق النقدية الآن بين هواة جمع الأوراق النقدية بأكثر بكثير من قيمتها الاسمية الأصلية.
الأوراق النقدية الأكثر شيوعًا هي أوراق النقد بقيمة 1 جنيه إسترليني الصادرة في عامي 1968 و1969، في حين أن ورقة النقد بقيمة 10 جنيهات إسترلينية وجميع العملات المعدنية نادرة.
جميع الأوراق النقدية الصادرة عن بنك بيافرا غير مؤرخة، مع أن تواريخ الإصدار معروفة. جميع الأوراق النقدية تحمل توقيع محافظ البنك، سيلفستر أوغوه، ومديره، ويليام أوزواغا.
| أوراق نقدية من الجنيه البيافري (الإصدار "الأول" لعام 1968) | أوراق نقدية من الجنيه البيافري (الإصدار "الأول" لعام 1968) | أوراق نقدية من الجنيه البيافري (الإصدار "الأول" لعام 1968) | أوراق نقدية من الجنيه البيافري (الإصدار "الأول" لعام 1968) | أوراق نقدية من الجنيه البيافري (الإصدار "الأول" لعام 1968) | أوراق نقدية من الجنيه البيافري (الإصدار "الأول" لعام 1968) |
| قيمة                                                       | وجه العملة                                                 | يعكس                                                       | تاريخ الإصدار                                              | مقاس                                                       | البادئات                                                   |
| ---------------------------------------------------------- | ---------------------------------------------------------- | ---------------------------------------------------------- | ---------------------------------------------------------- | ---------------------------------------------------------- | ---------------------------------------------------------- |
| 5/–                                                        | شجرة نخيل فوق شروق الشمس                                   | أربع فتيات بيافرا                                          | 29 يناير 1968                                              | 110 × 55 ملم                                               | أ/ع - أ/ب                                                  |
| 1 جنيه إسترليني                                            | شجرة نخيل فوق شروق الشمس                                   | شعار النبالة لبيافرا                                       | 29 يناير 1968                                              | 140 × 70 ملم                                               | أ/أ - أ/د                                                  |

| أوراق نقدية من الجنيه البيافري (الإصدار "الثاني" لعام 1969) | أوراق نقدية من الجنيه البيافري (الإصدار "الثاني" لعام 1969) | أوراق نقدية من الجنيه البيافري (الإصدار "الثاني" لعام 1969) | أوراق نقدية من الجنيه البيافري (الإصدار "الثاني" لعام 1969) | أوراق نقدية من الجنيه البيافري (الإصدار "الثاني" لعام 1969) | أوراق نقدية من الجنيه البيافري (الإصدار "الثاني" لعام 1969) |
| قيمة                                                        | وجه العملة                                                  | يعكس                                                        | تاريخ الإصدار                                               | مقاس                                                        | البادئات                                                    |
| ----------------------------------------------------------- | ----------------------------------------------------------- | ----------------------------------------------------------- | ----------------------------------------------------------- | ----------------------------------------------------------- | ----------------------------------------------------------- |
| 5/–                                                         | شجرة نخيل فوق شروق الشمس                                    | أربع فتيات بيافرا                                           | فبراير 1969                                                 | 110 × 55 ملم                                                | ماجستير - غير مصنف                                          |
| 10/–                                                        | شجرة نخيل فوق شروق الشمس                                    | مصفاة النفط                                                 | فبراير 1969                                                 | 125 × 60 ملم                                                | جورجيا - جورج واشنطن                                        |
| 1 جنيه إسترليني                                             | شجرة نخيل فوق شروق الشمس                                    | شعار النبالة لبيافرا                                        | فبراير 1969                                                 | 140 × 70 ملم                                                | BA - DX                                                     |
| 5 جنيهات إسترلينية                                          | شجرة نخيل فوق شروق الشمس                                    | امرأة حائكة؛ شعار النبالة                                   | فبراير 1969                                                 | 145 × 75 ملم                                                | وا - دبليو إف                                               |
| 10 جنيهات إسترلينية                                         | شجرة نخيل فوق شروق الشمس                                    | نحات ذكر؛ شعار النبالة                                      | فبراير 1969                                                 | 155 × 80 ملم                                                | ZA - ZC                                                     |